# Rod Edwards
Rod Edwards is een Brits toetsenist en muziekproducent met een kortstondige bekendheid rond 1970.

## Leven en werk
Edwards speelde voor een korte periode in The Piccadilly Line, waarin ook Roger Hand in meespeelde. Na het uiteenvallen van die muziekgroep begonnen zij beiden aan een avontuur in de band Edwards Hand. Na twee albums viel ook die band uit elkaar en sloten de heren zich aan bij de kliek rondom George Martin, de producer van The Beatles. Samen met Jon Miller richtten zij vervolgens de productiemaatschappij Triumvirate op. In die hoedanigheid werden ze ingeschakeld bij artiesten die George Martin wilden hebben, maar waar die producer niet echt zin in of tijd voor had. Zo konden ze onder meer productiewerk verrichten voor Gordon Giltrap en speelden Edwards en Hands mee op een aantal elpees van die gitarist.
De nadruk kwam steeds meer te liggen bij het productiewerk en zo werkte hij samen met Melanie C van de Spice Girls, Natasha Hamilton van Atomic Kitten, Adrian Snell en Larry Norman. In de 21e eeuw was hij verbonden aan de productie van The Blood Brothers in Londen, weer samen met Miller.